# Hardwell
Robbert van de Corput (született: 1988. január 7.), ismertebb néven Hardwell, egy holland elektro house DJ és egy lemezkiadó producere a hollandiai Bredából. Hardwell-t megválasztották a világ #1. számú DJ-nek DJ Mag Top 100 szavazásán 2013-ban és 2014-ben. Jelenleg a #4. helyen szerepel (2017-es szavazás). Neve számos fesztiválon ismert, mint például az Ultra Music Festival, a Sunburn és a Tomorrowland.
Hardwell első elismerését 2009-ben szerezte a „Show Me Love vs. Be” bootlegjével. 2010-ben megalapította a Revealed Recordings lemezkiadót, majd 2011-ben létrehozott egy rádióműsort és podcast-et a Hardwell On Air-t. Megjelentetett nyolc válogatás albumot a kiadóján keresztül, valamint egy dokumentumfilmet is kiadott. Első stúdióalbuma a United We Are 2015-ben jelent meg.

## Életrajz
Mint a nagy mentor Tiësto, Hardwell is Bredából származik. Már fiatalon 13 éves korában Hardwell tehetsége annyira kimagaslott, hogy szerződést kötött vele egy nagy holland kiadó. Nemsokára a szerződés megkötése után, Hardwell megfordult minden nagyobb klubban Hollandiában. Nemzetközi áttörést a „Show Me Love vs. Be” bootlegjével érte el, mely az egyik legnépszerűbb és legtöbbet játszott dance sláger volt 2009-ben.
Az újszerű zenei hangzásával, melyet jellemez a komplex dob együttes, a merész szintetizátor használat és az érzelmi akkordok, Hardwell megalkotta a végső receptet a „Big Room House”-t. A produkciói kapnak végtelen számú dicséretet és elismerést. A hírneve egyre jobban növekszik a világ számos pontján. Hardwell a 2012-es DJ Mag Top 100 versenyén (ami a legrangosabb szakmai verseny) 6. helyén, 2013-ban és 2014-ben is az 1. helyen végzett. Ezzel párhuzamosan megalapította a világszerte népszerű Revealed Recordings kiadót.
2011 márciusában elindította a saját rádióműsorát és podcastjét, a Hardwell On Air-t, melyet leadott több mint 25 nemzetközi rádióállomás, beleértve a legjobb holland dance rádiót a SLAM! FM-et; Sirius XM-et az USA-ban, és a Radio FG-t Franciaországban és Belgiumban. Továbbá a podcast egy stabil helyet foglal el az iTunes Store Top 10 Podcastjei között több mint 30 országban.
2011-ben megjelentek Hardwell „pusztító erejű” számai, mint az „Encoded”; a „Zero 76”, melyet Tiëstoval közösen készített és meg sem állt a Beatport #1. és a US iTunes Store #1. helyéig; illetve a „Cobra”, mely szerepelt a dance slágerlisták élén Hollandiában és Beatport Progresszív house listájának Top 10-ben.
2012-ben több siker várt rá, mint az előző években. Remixelte Rihanna számát a „Where Have You Been”-t és The Wanted számát a „Chasing the Sun”-t, mely elérte a Billboard’s Dance Chart #1. helyét. Ezután Dannic-kel együttműködve elkészült az Example „Say Nothing” remixe, illetve Tiësto-val közreműködve a „Young Blood” remix, (mely egy indie rock együttes a The Naked And Famous száma) és vált a nyári fesztiválok himnuszává. Egy újabb együttműködésnek köszönhetően, ezúttal Showtek-kel, megszületett a „How We Do”. Mindazonáltal a legsikeresebb száma 2012-ben a saját és eredeti száma a „Spaceman” lett, melyhez rengeteg bootleg és remix készült. A „Spaceman” több mint 25 országban jelent meg és fertőzte meg a hallgató korosztályt. Ezután megjelent a „Three Triangles”, a „Kontiki”, melynek társszerzője volt az egyre inkább ismertté vált Dannic. Végül megjelent az Amba Shepherddel készült száma az „Apollo”.
Hardwell fellépett 2012-ben a Tomorrowlanden, Electronic Daisy Carnivalon, Ultra Music Festivalon, Electric Zoo-n, Creamfields-en, Mysterylanden.
2013-ban további sikerek következtek. Számos új zenéje mellett ismét fellépett ismert fesztiválokon (Tomorrowland, Ultra Music Festival Miami, Electronic Daisy Carnival Las Vegas, Electric Zoo, Creamfields, UMF Europe, Coachella, EDC London, Future Music Festival, TomorrowWorld, Global Gathering, Mysteryland, Dance Valley), szettjeit több millióan hallgatták meg újra és újra.
Részt vett a "Hardwell presents Revealed: Canadian Bus Tour" elnevezésű turnén Dannic és Dyro társaságában, és a "Go Hardwell Or Go Home" turnén, melyeken kanadai és amerikai klubokban lépett fel.
Hardwell egyik legnagyobb projektje az "I am Hardwell" elnevezésű világ körüli turnéja volt. 2013 októberében bemutatta dokumentum filmjét I am Hardwell címmel Amszterdamban. A film mottója: "If you can dream it, you can do it" – ami annyit tesz, hogy "Ha képes vagy megálmodni, akkor meg is tudod tenni".
A személyes oldalán is megtalálható a Q&A sorozat, amiben fogadja a rajongók kérdéseit.
A sikerek tovább folytatódtak a 2014-es évben is. Számos új dala mellett folyamatosan dolgozott a legelső "igazi" stúdióalbumán, mely 2015 elején meg is jelent United We Are címmel. Továbbra is az egyik legkeresettebb fellépő a fesztiválok számára. Illetve újból az élen végzett a DJ Mag Top 100 versenyén.
2015. június 7-én bejelentette második dokumentumfilmjét az "I Am Hardwell – Living The Dream", mely 2015. október 13-án bemutatásra is került.
2015. július 2-án bejelentette, hogy fel fog lépni egy show-ban Mumbai-ban 2015. december 13-án. Egy világrekord a legnagyobb vendéglistára keresztül húzta a tervet. Hardwell célja az volt, hogy legyen 100 000 résztvevő az privát vendéglistájáról. Ennek megvalósulása sikerült a Sunburn Festival-ra melynek az összes bevételét a United We Are Foundation alapítvány kapta, melynek célja az ingyenes oktatás a gyerekeknek Indiába, hogy segítsen megszüntetni az írástudatlanságot.
2015-ben is számos új zenéje jelent meg, számos fesztiválon vett részt. A 2015-ös DJ Mag Top 100 versenyén a 2. helyet érte el.
2016 februárjában ismét útnak indult két másik Dj-vel Thomas Newson-al és Kill the Buzz-al a Revealed North American Bus Tour.
Március 16-án Hardwell fellépését a Miami Music Weekről figyelemmel lehetett követni élőben egy 360° közvetítéssel, mely az első EDM esemény volt, amit így lehetett nyomon követni. Illetve ez volt az első élő közvetítés, melyet lehetett követni VR headsetről, iOSról, Androidról és az internetről is.

## Diszkográfia[3]

### Stúdióalbumok
| Cím                                 | Részletek                                                                            |
| ----------------------------------- | ------------------------------------------------------------------------------------ |
| I Am Hardwell (Original Soundtrack) | - Megjelenés: 2013. december 6. - Kiadó: Revealed - Formátum: CD, digitális letöltés |
| United We Are                       | - Megjelenés: 2015. január 23. - Kiadó: Revealed - Formátum: CD, digitális letöltés  |
| United We Are Remixed               | - Megjelenés: 2015. december 4. - Kiadó: Revealed - Formátum: CD, digitális letöltés |

### Válogatás Albumok
| Cím                                   | Részletek                                                                           |
| ------------------------------------- | ----------------------------------------------------------------------------------- |
| Hardwell presents 'Revealed Volume 1' | - Megjelenés: 2010. október - Kiadó: Revealed - Formátum: CD, digitális letöltés    |
| Hardwell presents 'Revealed Volume 2' | - Megjelenés: 2011. július - Kiadó: Revealed - Formátum: CD, digitális letöltés     |
| Hardwell presents 'Revealed Volume 3' | - Megjelenés: 2012. július - Kiadó: Revealed - Formátum: CD, digitális letöltés     |
| Hardwell presents 'Revealed Volume 4' | - Megjelenés: 2013. június - Kiadó: Revealed - Formátum: CD, digitális letöltés     |
| Hardwell presents 'Revealed Volume 5' | - Megjelenés: 2014. június - Kiadó: Revealed - Formátum: CD, digitális letöltés     |
| Hardwell presents 'Revealed Volume 6' | - Megjelenés: 2015. június 19. - Kiadó: Revealed - Formátum: CD, digitális letöltés |
| Hardwell presents 'Revealed Volume 7' | - Megjelenés: 2016. június 24. - Kiadó: Revealed - Formátum: CD, digitális letöltés |

### Egyéniek
| Év   | Szám címe |
| ---- | --- |
| 2006 | - "Soca Funk" (with Franky Rizardo) - "Slammin" (with Franky Rizardo) - "The Mirror" (with Franky Rizardo) |
| 2007 | - "Never Knew Love" (with Greatski) |
| 2008 | - "Enigma" - "Gate 76" (with Sunnery James & Ryan Marciano) - "Mrkrstft" (with R3hab) - "Yeah" - "Subway" - "Windmill" |
| 2009 | - "Feel So High" (feat. I-Fan) - "Twilight Zone (Dance Valley Anthem 2009)" - "Display" - "Storage" - "Blue Magic" (with R3hab) - "Wake Up" (with DJ Jeroenski) |
| 2010 | - "Asteroid" (with Franky Rizardo) - "Molotov" - "Alright 2010" (with Red Carpet) - "Move It 2 The Drum" (feat. Ambush) (with Chuckie) - "Smoke" - "Voyage" - "Get Down Girl" (with DJ Funkadelic) |
| 2011 | - "Munster" (with JoeySuki) - "Cobra (Official Energy Anthem 2012)" - "Beta" (with Nicky Romero) - "The World" - "Encoded" - "Zero 76" (with Tiësto) |
| 2012 | - "How We Do" (with Showtek) - "Spaceman" - "Three Triangles" - "Call Me A Spaceman" - "Call Me A Spaceman (Unplugged Version)" (feat. Collin McLoughlin) - "Kontiki" (with Dannic) - "Apollo" (with Amba Shepherd) |
| 2013 | - "Dynamo" (with Laidback Luke) - "Never Say Goodbye" (with Dyro) (feat. Heather Bright) - "Three Triangles (Losing My Religion)" - "Jumper" (with W&W) - "Countdown" (with MAKJ) - "Dare You" (with Matthew Koma) |
| 2014 | - "Everybody Is In The Place" - "Arcadia" (with Joey Dale) (feat. Luciana) - "Written in Reverse" (with Tiësto) (feat Matthew Koma) - "The Dance Floor Is Yours" (with W&W) - "Young Again" (feat. Chris Jones) - "Don't Stop The Madness" (with W&W) (feat. Fatman Scoop) |
| 2015 | - "Eclipse" - "Follow Me" (feat. Jason Derulo) - "Sally" (feat. Harrison) - "Let Me Be Your Home" (feat. Bright Lights) - "Colors" (with Tiesto, feat. Andreas Moe) - "Where Is He Now" (with Funkerman, feat. I-Fan) - "United We Are" (feat. Amba Sheperd) - "Echo" (feat. Jonathan Mendelsohn) - "Area 51" (with DallasK) - "Nothing Can Hold Us Down" (with Headhunterz, feat. Haris) - "Birds Fly" (feat. Mr. Probz) - "Chameleon" (with Wiwek) - "Survivors" (with Dannic) (feat. Harris) - "Off The Hook" (with Armin Van Buuren) - "Mad World" (feat. Jake Reese) |
| 2016 | - "Blackout" - "Hollywood" (with Afrojack) - "Run Wild" (feat. Jake Reese) - "Calavera" (with KURA) - "8Fifty" (with Thomas Newson) - "Live The Night" (with W&W, feat. Lil Jon) - "Wake Up Call" - "No Holding Back" (feat. Craig David) - "Going Crazy" (with Blasterjaxx) - "Thinking About You" (feat. Jay Sean) |

### Remixek
| Év   | Remix címe |
| ---- | --- |
| 2006 | - The Underdog Project & Sunclub – "Summer Jam (Hardwell Bubbling Mix)" |
| 2007 | - Sidney Samson & Skitzofrenix – "You Don't Love Me (No, No, No) (Hardwell & R3hab Remix)" - Gregor Salto & Chuckie – "Toys Are Nuts (Hardwell & R3hab Remix)" |
| 2008 | - Marc Macrowland & Robbie Taylor – "Black Bamboo (Hardwell Remix)" - DJ Rose – "Summerlove (Hardwell & Greatski Club Mix)" - Carlos Silva feat. Nelson Freitas & Q-Plus – "Cre Sabe 2008 (Hardwell Sunset Mix)" - Hardwell & R3hab – "Mrkrstft (Hardwell Remix)" - Laidback Luke – "Break Down The House (Hardwell & R3hab Remix)" - Gregor Salto – "Bouncing Harbor(Hardwell & R3hab Remix)" - Richard Dinsdale – "Sniffin (Hardwell & Greatski Sugar Free Remix) |
| 2009 | - Quintino feat. Mitch Crown – "You Can't Deny (Hardwell Remix)" - Armin van Buuren feat. VanVelzen – "Broken Tonight (Hardwell Dutch Club Remix)" - Fedde Le Grand – "Let Me Be Real (Hardwell Remix)" - George F – "Congo Man (Bjorn Wolf & Hardwell Remix)" - Steve Angello & Laidback Luke feat. Robin S. – "Show Me Love (Hardwell & Sunrise Remix)" - Funkerman feat. I-Fan – "Remember (Hardwell Remix)" - Sander van Doorn & Marco V – "What Say? (Hardwell Remix)" - Fedde Le Grand feat. Mitch Crown – "Scared Of Me (Hardwell Remix)" - Silvio Ecomo & Chuckie – "Moombah (Hardwell & R3hab Mix)" - AnnaGrace – "Let The Feelings Go (Hardwell Mix)" - Hi_Tack – "I Don't Mind (Hardwell & R3hab Remix)" - Patric La Funk – "Restless (Bjorn Wolf & Hardwell Remix)" - Chris Lake feat. Nastala – "If You Knew (Hardwell & R3hab Remix)"                                                                        |
| 2010 | - JoeySuki – "Dig It All (Hardwell Edit)" - Nicky Romero – "Switched (Hardwell & DJ Funkadelic Remix)" - Franky Rizardo – "Afrika (Hardwell Remix)" - Dwight Brown – "El Saxo (Hardwell's Ibiza Remix)" - Rene Amesz – "Coriander (Hardwell & R3hab Remix)" |
| 2011 | - Michael Brun – "Dawn (Hardwell Edit)" - Taio Cruz feat. Flo Rida – "Hangover (Hardwell Remix)" - Tiësto feat. BT – "Love Comes Again (Hardwell 2011 Rework)" - Morgan Page, Sultan & Ned Shepard and BT feat. Angela McCluskey – "In The Air (Hardwell Remix)" - Adrian Lux feat. Rebecca & Fiona – "Boy (Hardwell Remix)" - Gareth Emery & Jerome Isma-Ae – "Stars (Hardwell Remix)" - DJ Fresh feat. Sian Evans – "Louder (Hardwell Remix)" - Jake Shanahan & Sebastien Lintz – "Passion (Hardwell Edit)" - Bella – "Nobody Loves Me (Hardwell Remix)" - Martin Solveig feat. Kele – "Ready 2 Go (Hardwell Remix) - Avicii – "Levels (Hardwell Next Levels Bootleg)" - Dada Life – "Fight Club Is Closed (It's Time For Rock'n'Roll) (Hardwell Remix)" - Alex Gaudino feat. Kelly Rowland – "What A Feeling (Hardwell Club Mix)" - Haley – "Physical (Hardwell Remix)" - Clokx – "Catch Your Fall (Hardwell Club Mix)" |
| 2012 | - Tony Romera – "Pandor (Hardwell Rambo Edit)" - Franky Rizardo and Roul & Doors – "Elements (Hardwell & Dannic Remix)" - Example – "Say Nothing (Hardwell & Dannic Remix)" - The Wanted – "Chasing The Sun (Hardwell Remix)" - Knife Party – "Internet Friends (Hardwell Edit)" - The Naked and Famous – "Young Blood (Tiësto & Hardwell Remix)" - Rihanna – "Where Have You Been (Hardwell Club Mix)" - NO_ID & Martin Volt – "Zelda (Hardwell Edit)" |
| 2013 | - Clockwork – "Tremor (Hardwell Rambo Edit)" - Joe Ghost – "Are You Ready (Hardwell Rework)" - George F – "Bongo Man (Hardwell Remix)" - Krewella – "Alive (Hardwell The Final Remix)" - Mark Knight & Funkagenda – "Man With The Red Face (Hardwell Remix)" - Blasterjaxx – "Fifteen (Hardwell Edit)" |
| 2014 | - 30 Seconds To Mars – City Of Angels (Hardwell Remix)" - Bingo Players – "Knock You Out (Hardwell Remix)" - Deorro & J-Trick – "Rambo (Hardwell Edit)" - Armin van Buuren – "Ping Pong (Hardwell Remix)" - Coldplay – "A Sky Full Of Stars (Hardwell Remix)" |
| 2015 | - Calvin Harris feat. Ellie Goulding – "Outside (Hardwell Remix)" - Domeno & Michael Sparks – "Locked & Loaded (Hardwell Edit)" - Quintino – Scorpion (Hardwell Edit) - The Legend Of Zelda – Ocarina Of Time's Gerudo Valley (Hardwell Remix) - R3hab – Hakuna Matata (Hardwell Edit) |
| 2016 | - MC João – "Baile De Favela" (Hardwell Remix) - Alan Walker – "Faded" (Hardwell Remix) - The Chainsmokers featuring Daya – "Don't Let Me Down" (Hardwell & Sephyx Remix) - Moby – "Go" (Hardwell Remix) |